# 育成者権
育成者権（いくせいしゃけん, Plant Breeder's right, PBR）とは、育成した植物の新品種を品種登録制度に基づいて登録した者に対して与えられる知的財産権（あるいは無体財産権）である。
植物の新品種の創作に対する保護を定めた法律である種苗法には、植物の新たな品種（花や農産物等）の育成をした者は、その新品種を登録することで、登録品種等（登録品種及び当該登録品種と特性により明確に区別されない品種）を業として利用する権利（育成者権）を専有する旨（種苗法第20条第1項）が定められている。
育成者権における権利の形態は、特許権や実用新案権のしくみと非常によく似ており、たとえば、優先権や専用利用権、通常利用権、先育成による通常利用権、裁定制度、職務育成品種、審査（実際に試験栽培が行われる）を経て登録がなされるなど、多くの共通点を有している。
この種苗法における育成者権は、他の知的財産権と同様に、アジアなどにおける海賊版農産物が大きな問題になっている。
たとえば、日本国内で開発された新品種（北海道が育成したいんげん豆「雪手亡」や、栃木県が育成したいちご「とちおとめ」など）が、中国や韓国などで無断で栽培され、日本に逆輸入される事件があった。このような風潮は、農業関係者の長い間の努力にただ乗りする行為であって、日本の付加価値の高い産業の力を弱めることになる。このため、農林水産省生産局をはじめ、政府各機関では、育成者権の侵害対策強化に乗り出している。